# Lili Ivanova
Lili Ivanova, Búlgaro: Лили Иванова, es una popular cantante búlgara, conocida por una larguísima trayectoria llena de éxitos y una inmensa discografía. Es considerada la leyenda por excelencia del Pop búlgaro.

## Biografía
Lili Ivanova nació en la localidad de Kubrat el 24 de abril de 1939. Comenzó su carrera musical en 1963 y desde entonces ha publicado muchos álbumes y un total de 89 sencillos: Lili Ivanova ha publicado singles en países como España, Alemania, Turquía y Rusia. En este último país llegó a ser muy popular, vendiendo una gran cantidad de discos en la antigua Unión Soviética. 
Durante su carrera, ha cantado en varios idiomas, como Español, Alemán, Ruso, Italiano o Hebreo, y ha realizado giras y conciertos en países como Japón, Cuba, Yugoslavia, Grecia, Hungría, Polonia y Portugal. Aparte de estos conciertos, también ha realizado apariciones cantando para la diáspora búlgara en países como los Estados Unidos u otros países con presencia de una comunidad búlgara.

## Galardones y premios
- 1. La llave de plata - Bratislava (1966).
- 2. Más de cien premios internacionales (desde 1966 a 1976).
- 3. Lili Ivanova fue nombrada como una de las mujeres más conocidas por la Asociación internacional de mujeres.[cita requerida]
- 4. Lili Ivanova recibió el galardón Stara Planina, de parte del presidente de Bulgaria, Petar Stoyanov, por su enorme contribución a la música Pop búlgara (1999).

## Discografía

### Álbumes de estudio
- 1963: Recital
- 1967: Uličkata malka
- 1968: More na mladostta
- 1969: Tozi svjat e tăj prekrasen
- 1970: Camino
- 1972: Običam te
- 1973: Večnost
- 1975: Tango
- 1976: Stari moj prijatelju
- 1977: Gălăbăt
- 1978: Životăt ni săbira, životăt ni razdelja
- 1979: Mojat grad
- 1981: Predupreždenie
- 1982: Hits in German
- 1982: Šturce
- 1983: Srceto te izbra
- 1984: Iskam te
- 1986: Lili86
- 1987: Ti me povika
- 1989: Težka svatba
- 1993: Hazart
- 1996: Gotovi li ste ljubov?
- 1998: Časten slučaj
- 2000: Vetrove
- 2001: Live In Concert
- 2003: Iljuzija narečna ljubov
- 2005: Retro - Golden Hits Russia
- 2006: Bez Pravila
- 2009: One Love
- 2010: Tozi svjat e žena (septiembre de 2010)

### Recopilatorios
- 1999: Time For Sax - Hits by Lili Ivanova
- 2003: The Best 1
- 2003: The Best 2